# Proton (Automobilhersteller)
Proton ist ein 1983 gegründeter malaysischer Automobilhersteller.

## Geschichte
Proton ist die Abkürzung für Perusahaan Otomobil Nasional, übersetzt „Nationale Automobil-Gesellschaft“ (Holding). Diese Bezeichnung ist Ergebnis der Entstehungsgeschichte. Der Konzern entstand 1983 auf Initiative des damaligen Premierministers Mahathir bin Mohamad durch Zusammenarbeit der Heavy Industries of Malaysia mit dem japanischen Automobilhersteller Mitsubishi. Bis heute ist der Staat Malaysia Hauptaktionär der Firma Proton. Das Hauptwerk befindet sich in Shah Alam, Selangor. Ein weiteres Werk steht in Tanjong Malim, Perak, wo das Fabrikgelände und die Gelände von Zuliefererfirmen 30 % der Fläche von Proton City einnehmen.
Das ursprüngliche Markenzeichen war ein gelber Stern auf dunkelblauem Untergrund. Die Umrisse zeigten die Form eines Diamanten. Die Produktion begann 1985. Zunächst wurden alle Teile der Autos von Mitsubishi hergestellt, im Laufe der Zeit fertigten malaysische Unternehmen immer mehr Komponenten an. Produziert werden inzwischen hauptsächlich Mitsubishi-Lizenzbauten sowie die Eigenentwicklung Proton Waja, Gen2, Persona, Saga, Savvy, Arena (Jumbuck), Satria Neo, Exora.
1996 erwarb Proton die Mehrheit am britischen Automobilhersteller Lotus, seit 2003 besitzt Proton 100 % dieser Firma. Im Dezember 2004 übernahm Proton die Mehrheitsbeteiligung am italienischen Motorradhersteller MV Agusta. Zu MV Agusta gehörten zu dieser Zeit neben der Stammmarke auch die Marken Husqvarna und Cagiva. Am Beginn des Jahres 2006 wurde diese Beteiligung allerdings wieder abgegeben.
Von 1995 bis 2001 wurden Proton-Autos auch in Deutschland angeboten. Es wurden die Modelle 300 (Proton Satria, Lizenzmodell des Mitsubishi Colt) und 400 (Proton Wira, Lizenzmodell des Mitsubishi Lancer) verkauft. Aufgrund der enttäuschenden Verkaufszahlen (ca. 2000 Stück im Jahr) zog sich die Marke von diesem Markt aber wieder zurück.
2002 hatte Proton in Malaysia einen Marktanteil von etwa 60 %. Dieser verringerte sich bis 2005 auf 30 %. Erwartet wird eine weitere Reduzierung des Anteils, falls durch die Entwicklung der AFTA die Zölle auf maximal 5 % reduziert werden müssen. Aufgrund der schwachen Nachfrage auf dem Heimatmarkt sondiert der malaysische Staat als Hauptaktionär die Möglichkeit, einen Anteil von 50 Prozent des Unternehmens zu verkaufen und die Produktion in die Hand eines ausländischen Automobilherstellers zu übergeben. Verhandlungen wurden auch mit der Volkswagen AG geführt, sie endeten aber erfolglos. Stattdessen wurde im Dezember 2008 ein Entwicklungsvertrag mit Mitsubishi unterzeichnet.
2017 übernahm der chinesische Autohersteller Geely 49,9 % an Proton. Im Dezember 2024 wurde mit dem eMas 7 das erste Elektroauto von Proton vorgestellt. Es basiert auf dem Geely Galaxy E5 und hat eine maximale WLTP-Reichweite von 410 km.

## Modelle

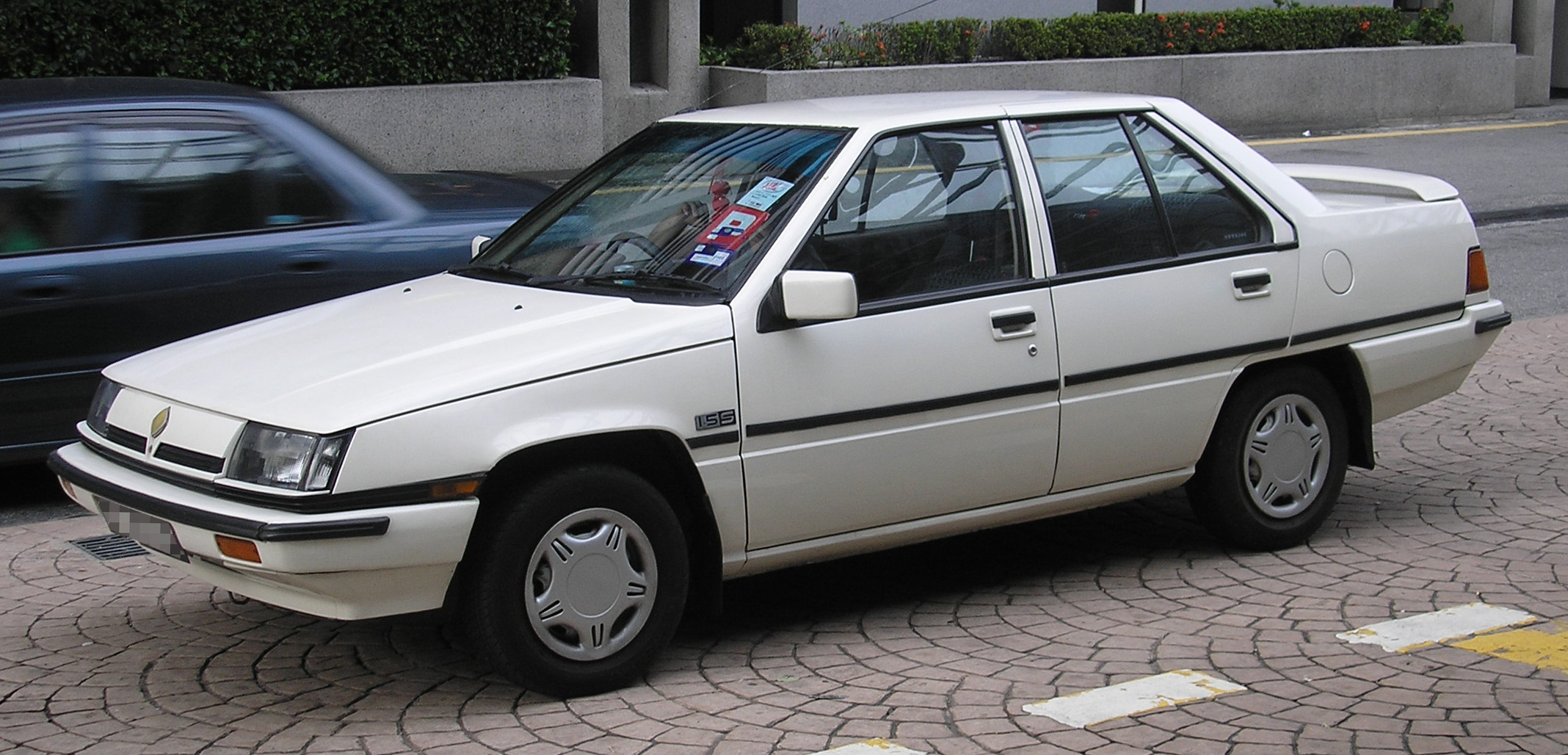
Proton Saga

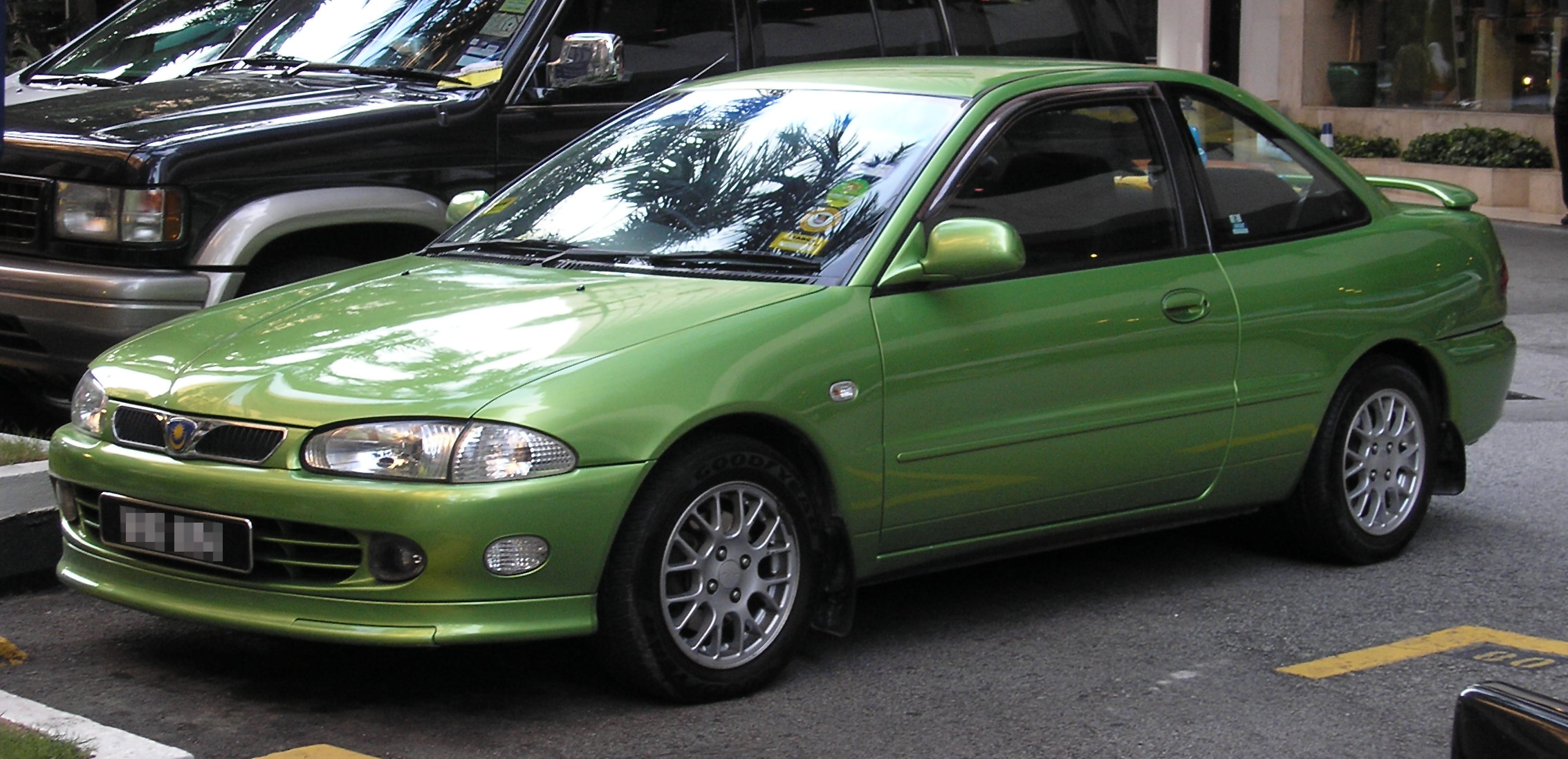
Proton Putra

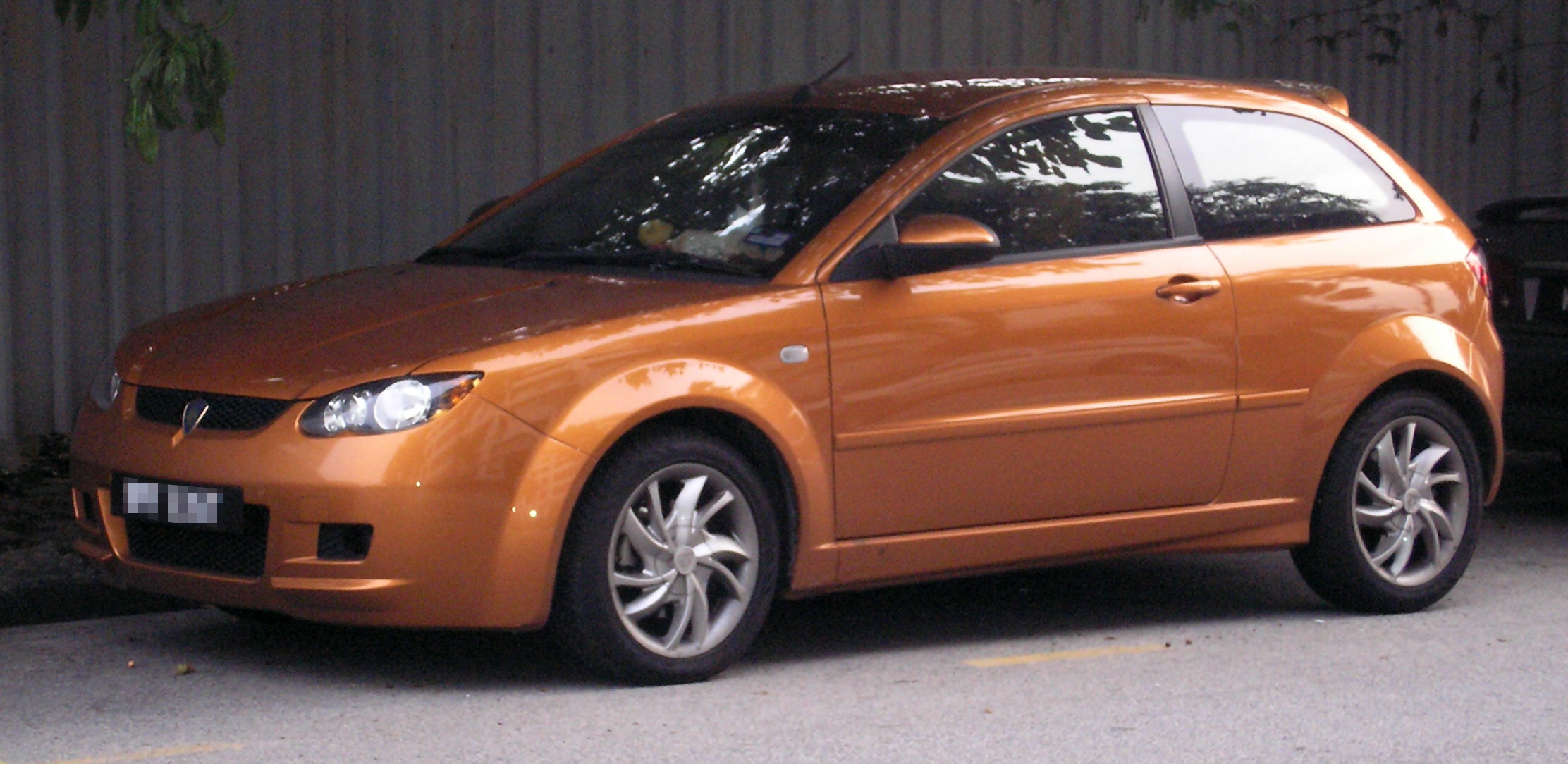
Proton Satria Neo

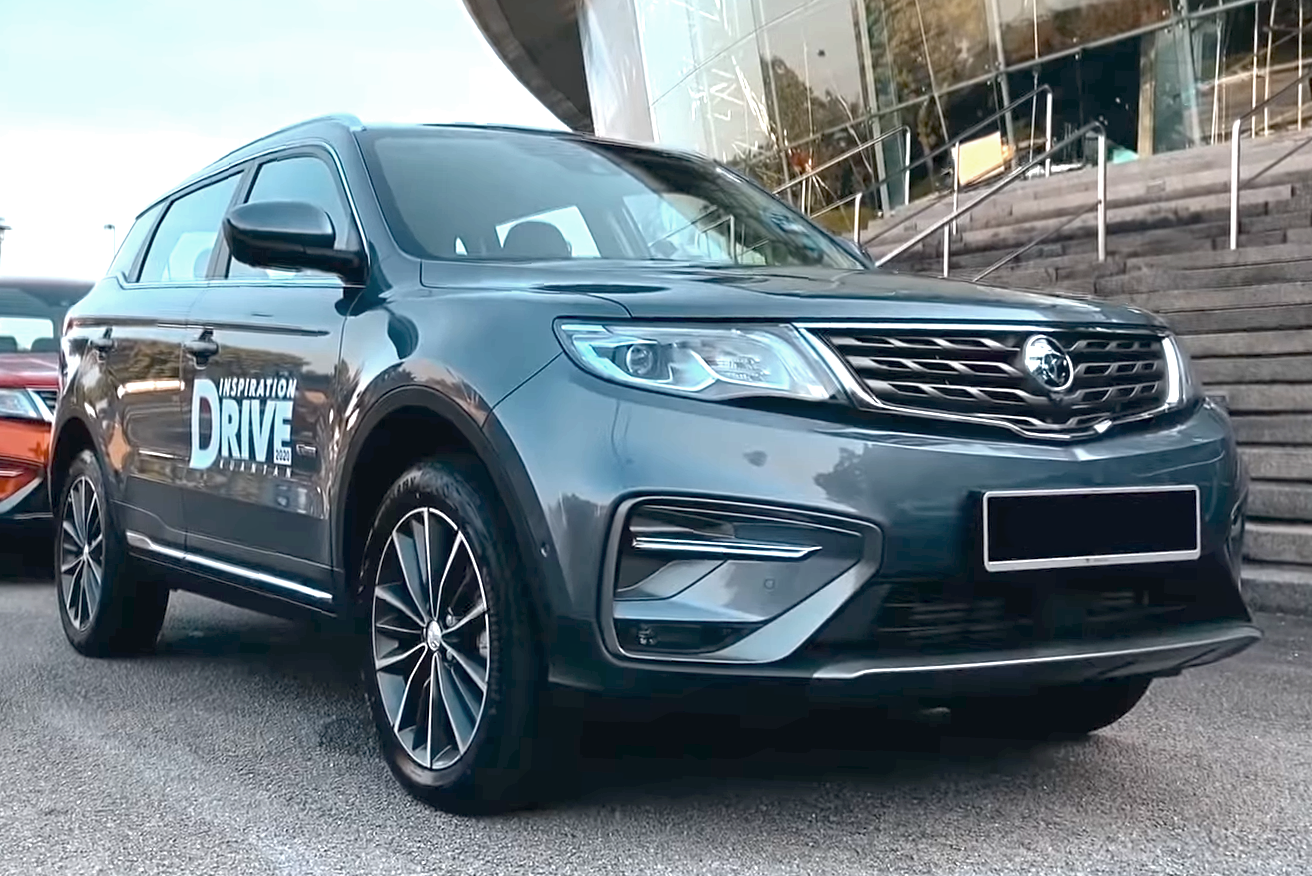
Proton X70

### Ehemalige Modelle
- Saga I (1985–2008; von 1992 bis 2008 auch „Saga Iswara“)
- Wira / 400 (1993–2004)
- Satria / 300 (1993–2005)
- Putra / 418 LRS (1993–2006)
- Tiara (1996–2000)
- Júara (1998–2002)
- Waja (2000–2011)
- Arena / Jumbuck (2001–2010)
- Savvy (2005–2010)
- Saga (2008–2011)
- GEN•2 (2004–2012)
- Satria Neo (2006–2015)
- Inspira (2010–2015)
- Suprima S (2013–2019)
- Ertiga (2016–2019)
- Perdana (1986–2020)
- Prevé (2012–2020)
- Exora (2009–2023)

### Aktuelle Modelle
- Persona (seit 2007)
- Saga (seit 2016)
- Iriz (seit 2014)
- X70 (seit 2018)
- X50 (seit 2020)
- X90 (seit 2023)
- S70 (seit 2023)
- eMas 7 (seit 2024)